# Queenborough
Queenborough ist eine Kleinstadt und ein Civil Parish auf der Isle of Sheppey in der Grafschaft Kent in South East England.

## Allgemeines
Queenborough liegt ungefähr 3 km südlich von Sheerness und ist ein Hafen am Ästuar der Themse, unweit des Kanals The Swale, wo dieser in den River Medway mündet. Die Stadt hat bis heute ihr Flair eines Seefahrtsortes aus dem 18. Jahrhundert erhalten können, eine Zeit, aus der auch die wichtigsten Bauwerke stammen. Die Pfarrkirche stammt allerdings schon aus dem Mittelalter und wurde zwischen 1690 und 1730 zur Gänze renoviert.

## Geschichte, Wirtschaft, Verkehr
Zur Zeit der Angelsachsen trug der Ort den Namen Cyningburh ("King's Borough"). Während des Hundertjährigen Krieges mit Frankreich erbaute König Edward III. hier eine Festung, die Sheppey Castle oder Queenborough Castle genannt wurde. Der Ort erhielt 1366 von ihm das Recht einer royal borough. 1667 vernichtete der holländische Admiral Michiel de Ruyter (1607–1676) während des zweiten Englisch-Niederländischen Krieges (1665–1667) einen Teil der englischen Flotte bei einem Überraschungsangriff in ihrem Hafen Medway, unweit von Queenborough. Auch die Festung wurde für kurze Zeit von den Holländern besetzt. Das führte später zu einem Ausbau der Befestigungsanlagen an der Themsemündung.
Admiral Lord Nelson sammelte im 18. Jahrhundert hier seine ersten seemännischen Erfahrungen und zog später mit seiner Geliebten, Emma Hamilton, in ein Haus in der Nähe des kleinen Hafens.
Um 1850 war Queenborough nach einem zeitgenössischen Bericht "...a very sorry place indeed; broken down and almost lawless". Der Autor Daniel Defoe („Robinson Crusoe“) schrieb ebenfalls von einer "...miserable and dirty fishing town...". Einer der Gründe war der Rückzug der Royal Navy aus den Kanälen um Sheppey, da die größer gewordenen Schiffe dort keine Ankerplätze mehr fanden. Lediglich einige Hulks wurden als Gefängnisschiffe vor Ort belassen.
Einen Aufschwung nahm der Ort durch die Anbindung an die South-Eastern & Chatham Railway über Sittingbourne und gleichzeitig eine ständige Dampfschiff-Verbindung durch die Stoomvaart Maatschappij "Zeeland" zwischen Queenborough und Vlissingen auf Walcheren. Der Bahnanschluss wurde direkt an den Pier der Fährboote verlegt. 1860 wurde die Swale-Brücke wegen der Verbindung mit dem englischen Festland errichtet. Die Bahnlinie trägt heute den Namen Sheerness line und verbindet Sheerness über den Bahnhof Queenborough mit Sittingbourne.
Queenborough hat sich zu einem frequentierten Yachthafen hinter schützenden Seewällen entwickelt. Auch der Tourismus und lokale Industriebetriebe, wie ein Portlandzement- und ein Walzwerk, tragen zum Einkommen der Einwohner bei.

## Bildergalerie

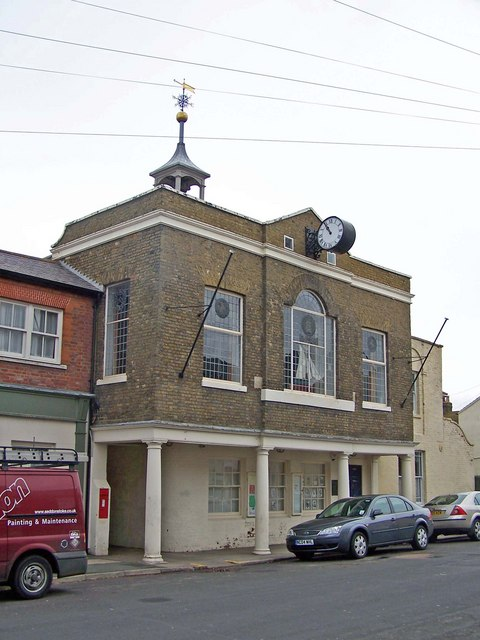
The Guildhall
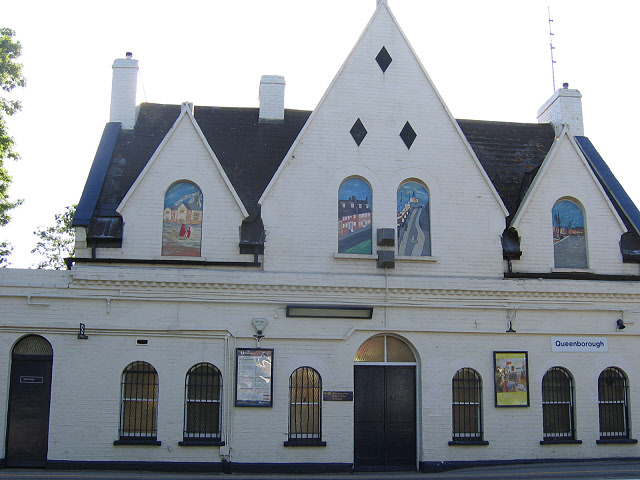
Railway Station
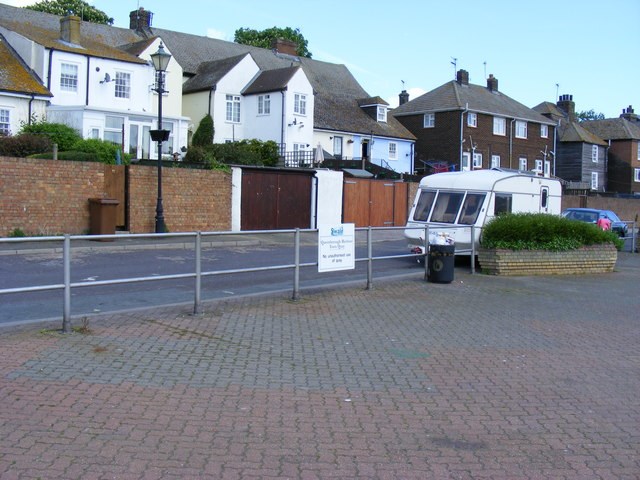
South Street
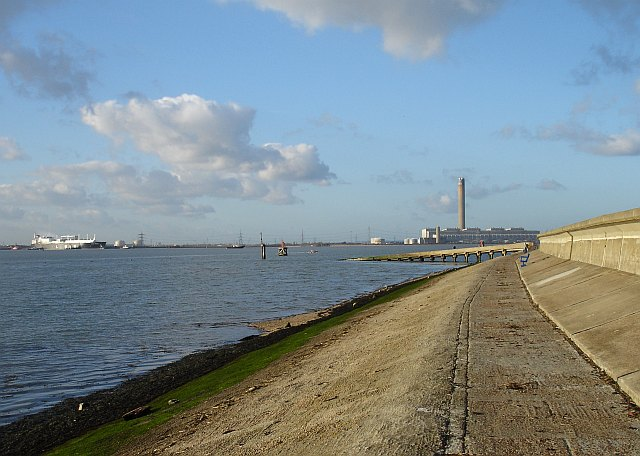
Waterfront
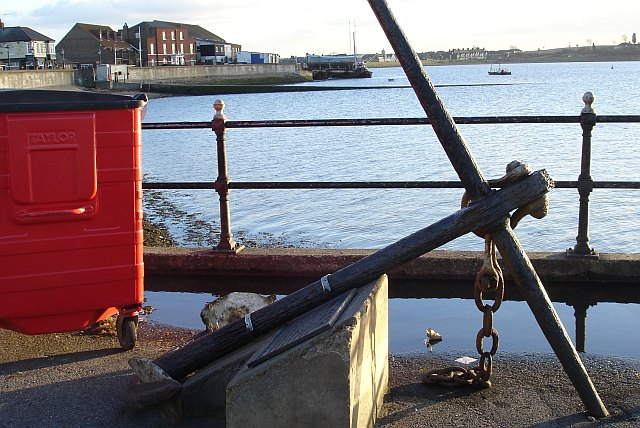
The Hard

## Partnerstadt
- Brielle in den Niederlanden

## Persönlichkeiten
- Lord Nelson (1758–1805), Admiral, wohnte in Queenborough